# Bystročice
Bystročice är en ort i Tjeckien.   Den ligger i regionen Olomouc, i den östra delen av landet, 210 km öster om huvudstaden Prag. Bystročice ligger 217 meter över havet och antalet invånare är 592.
Terrängen runt Bystročice är huvudsakligen platt, men västerut är den kuperad.Runt Bystročice är det ganska tätbefolkat, med 93 invånare per kvadratkilometer. Närmaste större samhälle är Olomouc, 7,8 km nordost om Bystročice. Trakten runt Bystročice består till största delen av jordbruksmark.